# معهد بحوث الهندسة الوراثية والتكنولوجيا الحيوية
معهد بحوث الهندسة الوراثية والتكنولوجيا الحيوية بجامعة مدينة السادات، هو معهد يختص بالدراسات العليا من دبلوم وماجستير ودكتوراه في مجالات الهندسة الوراثية والتكنولوجيا المستخدمة في علم الأحياء. تأسس المعهد في 27 ديسمبر عام 1995 بموجب قرار جمهوري من الرئيس السابق محمد حسني مبارك. كجزء من جامعة المنوفية بمدينة السادات في مصر، ثم أصبح تابعاً لجامعة مدينة السادات عندما انفصلت عن جامعة المنوفية في 25 مارس عام 2013.

## أقسام المعهد
يشمل المعهد على 8 أقسام علمية:
- البيوتكنولوجيا البيئية.[4]
- البيوتكنولوجيا الحيوانية.[5]
- البيوتكنولوجيا الصناعية.[6]
- البيوتكنولوجيا الميكروبية.[7]
- البيوتكنولوجيا النباتية.[8]
- البيولوجيا الجزيئية.[9]
- المشخصات الجزيئية والعلاجيات.[10]
- المعلوماتية الحيوية.[11]